# Dieter Asmus
Dieter Asmus (ur. 1 marca 1939 w Hamburgu) – niemiecki malarz i grafik, przedstawiciel neorealizmu. 

## Życiorys
Studiował w latach 1960-67 w Wyższej Szkole Sztuk Pięknych w Hamburgu. Był jednym z członków założycieli grupy artystycznej Zebra. Podobnie jak malarze ruchu Neue Sachlichkeit (Nowa Rzeczowość) w latach 20. XX wieku, Asmus stara się rozwijać nowy obiektywizm w plastyce. Demonstruje to poprzez przedstawianie „chłodnym okiem” przedmiotów i postaci. Tak np. jego akty błyszczą metalicznie i są namalowane prawie fotograficznie. Światło, które stosuje, zdaje się uwypuklać namalowane przedmioty i figury z neutralnego tła.